# Juego de mesa

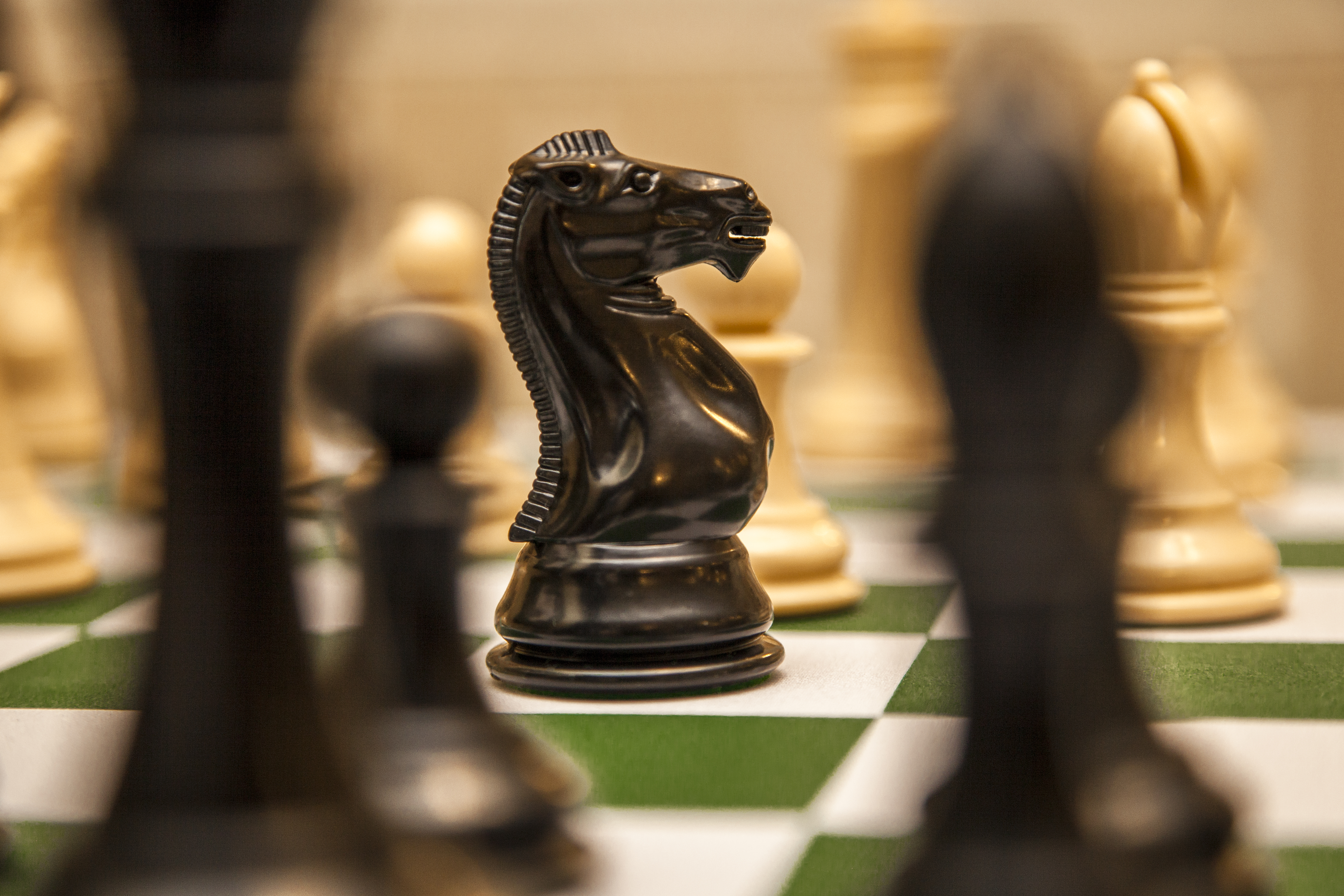
Imagen representativa del juego de ajedrez, en donde se puede apreciar de fondo la pieza negra del caballo.

Juego de mesa es la clasificación que se da a los juegos que constan de un tablero y fichas de diferentes formas y colores, lo que obliga a que se organice sobre una superficie plana, generalmente una mesa, de ahí su nombre. Según las reglas, que son diferentes para cada juego, pueden participar en ellos una o más personas.
Mientras unos juegos requieren de los participantes el uso del razonamiento táctico o estratégico, coordinación, destreza manual, memoria, capacidad deductiva, u otras habilidades, otros juegos simplemente están basados en el puro azar.
Por su naturaleza, los juegos de mesa no conllevan en general actividad física, aunque existen algunos que implican levantarse de la mesa y realizar actividades fuera de esta.
Los yacimientos de Başur Höyük, cerca de la ciudad turca de Siirt, han aportado piezas de un juego de mesa de hace cerca de 5000 años de antigüedad.

## Categorías
Los juegos de mesa se agrupan generalmente en categorías según características especiales que los distingan. A continuación se muestran algunas de ellas:

### Juegos de dados
Son juegos en los que se usan dados o equivalentes a ellos, tales como el tauli, el parchís, el parqués, el ludo, el backgammon, el Monopoly, el juego de la oca, serpientes y escaleras entre otros.

### Juegos de fichas
Son juegos en los que se usan fichas marcadas, como el dominó, el mahjong, el jenga o el crokinole. También se pueden unir en algunos casos más de tres jugadores, pero regularmente juegan dos.

### Juegos de cartas
Entre ellos están los juegos de mesa tradicionales, bien sean con baraja francesa o española; o juegos de cartas como el Hanafuda que es tradicional en Japón. Una variante moderna y comercial de los juegos de cartas son los juegos de cartas coleccionables, como Magic: el encuentro o Yu-Gi-Oh!.
Véase también categoría: juegos de mesa y categoría: juegos de cartas coleccionables.

### Juegos de rol
Fueron creados a mediados de la década de los 70. Son juegos en los que se interpreta el papel de otra persona y donde, en general, se pone a los jugadores en situaciones específicas que les permitan interpretar a personajes ficticios en situaciones imaginarias. El primer juego de rol en ser comercializado fue Dungeons & Dragons (1974), creado por Gary Gygax y Dave Arneson, que a lo largo de sus  sucesivas ediciones se ha ido modificando, sobre todo en sus primeros años cuando acabó por dejar al uso de tablero como una opción prescindible del juego. Efectivamente, la característica propia de los juegos de rol es la interpretación de roles y no el uso de un tablero. Dungeons & Dragons es un juego de rol del género llamado fantasía heroica, pero en cuanto salió al mercado, inspiró la aparición de otros juegos de rol pertenecientes a muchos otros géneros, como el western, el género de capa y espada, la ciencia ficción, la ópera espacial, el terror gótico, el humor, el espionaje, la piratería, etc.

### Juegos de tablero tradicionales
Son los juegos que se juegan sobre un tablero, como los juegos de la familia del ajedrez (el ajedrez occidental, el Xiangqi o «ajedrez chino», el Shōgi o «ajedrez japonés», el Janggi o «ajedrez coreano» o el makruk, también llamado «ajedrez tailandés»), las damas, las damas chinas, el go (juego oriental originario de China), el Hnefatafl (familia de juegos de mesa germánicos), el Mancala (familia de juegos de tablero fundamentalmente africanos y también asiáticos), el Surakarta.

### Juegos de tablero contemporáneos

#### Juegos de guerra
Aunque haya que diferenciarlos claramente de los llamados «juegos de tablero» (véase más arriba), a estos juegos también se les llama así, pues en la inmensa mayor parte de los casos utilizan un tablero para el desarrollo de sus partidas. En realidad el mundo hispanohablante los designa popularmente con el anglicismo wargames, del que el término «juegos de guerra» es una traducción literal. Ejemplos de esta clase de juegos son el Batalla naval,Risk (o su versión argentina el TEG), BattleTech, Wings of War, Stratego (1908), etc. Sobre el tablero se desplazan fichas, figuras troqueladas o incluso miniaturas que en general representan unidades de combate (tropas), aunque también hay juegos de tablero de esta categoría que representan individuos, como por ejemplo BattleTech, en el que sobre cada casilla se encuentra una figura que simboliza a un único mech (un robot gigante de combate), o conceptos abstractos como influencia, en Twilight Struggle. El objetivo de estos juegos puede ser, por ejemplo, el de conquistar una determinada zona del mapa o mundo o destruir a un determinado jugador, aunque en la mayor parte de los casos los juegos de guerra dividen los bandos participantes en dos, representando los bandos de batallas históricas y llevando el juego hasta la victoria de una de las dos partes.

#### Juegos de miniaturas
Son una subcategoría de los juegos de guerra y de aventura. La diferencia es que la mayor parte de los juegos de guerra utilizan un tablero sobre el que las fichas o figuras avanzan mediante casillas, mientras que la mayor parte de los juegos de miniaturas emplean exclusivamente miniaturas situadas sobre maquetas que representan el relieve, e incluso cursos de agua, arquitectura o vegetación. Las figuras, al no estar situadas sobre un tablero dividido en casillas, avanzan mediante distancias establecidas en centímetros. Los juegos de miniaturas más conocidos son los producidos por la editorial Games Workshop para su universo Warhammer Fantasy: Warhammer Fantasy Battle,Warhammer 40.000, El Señor de los Anillos, el juego de batallas estratégicas y "El Hobbit, la batalla de los 5 ejércitos".

#### Juegos temáticos
Han cosechado gran popularidad durante el siglo XX. Algunos ejemplos de estos juegos son el Monopoly, la Oca, el Pictionary, el Trivial Pursuit, el Scrabble, el Scattergories, Los Colonos de Catán, Machiavelli, etc. En esta categoría también se encuentran los llamados juegos de mazmorras, que incluyen un tablero que representa una mazmorra subterránea en la que los jugadores deben ir avanzando y superando las dificultades que se van encontrando (vencer monstruos y criaturas maléficas, obtener tesoros, etcétera). Ejemplos típicos de juegos de mazmorras son el clásico HeroQuest (hoy en día ya descatalogado) o Descent, juego de mazmorras actual del mismo estilo que HeroQuest.
Hay un gran número de juegos temáticos nuevos, debido a la gran afición por este tipo de entretenimiento que ha provocado un auge del mercado. Aunque se editó en la década de 1950, un clásico de este tipo de juegos es Diplomacy.
Los juegos de mesa temáticos suelen dividirse a su vez en diversas categorías dentro de un ámbito más especializado:
- Juegos de escuela americana o (con tono despectivo) "Ameritrash", en referencia a los juegos que provienen de Estados Unidos, con unas características y mecánicas diferenciadas de los europeos. En general poseen un mayor componente de azar pero cuidan más la inmersión en la trama y los componentes del juego. Algunos de los máximos exponentes del género son títulos como el "Pandemia" o el "Twilight Struggle", aunque existe un mercado muy nutrido.
- Eurogames o "muevecubos" (en contraposición también despectiva a "ameritrash"). Minimizan el factor azar y priman la estrategia, son juegos donde el factor determinante son sus mecánicas de juego, a veces descuidando el componente narrativo y en ocasiones los componentes, incorporando elementos menos elaborados. Suelen incluir meeples, un término de origen inglés que procede de la unión de «my people» (mi gente). Un meeple es una pieza, generalmente de madera o plástico, que representa a una persona o personaje en el juego de mesa. También pueden incorporar miniaturas u otras piezas más elaboradas. Clásicos de este género son el ya citado Catán o el Carcassone.
- "Party Games". Son juegos de mecánicas mucho más sencillas y duración moderada, en los que el número de jugadores suele ser elevado. Están destinados a un público más general que pretende introducirse en el hobby o bien para veladas más desenfadadas y ambientes festivos. Existen muchos y de dinámicas muy diversos, como el Bang!, o el Jungle Speed.
- "Filler". Comparten con los anteriores la duración relativamente corta de la partida. Son juegos poco densos que en definitiva suelen utilizarse entre partida y partida de juegos más elaborados o cuando se dispone de poco tiempo para jugar. Podríamos decir que todos los "Party Game" son "Fillers", pero no viceversa; ya que algunos a pesar de tener una duración corta sí tienen reglas más complejas que requieren de cierto ambiente de concentración. No obstante, la clasificación es un tanto ambigua en este aspecto. Algunos de ellos son, además, especialmente indicados para jugar en familia (juegos familiares), como el Dixit.

Juegos de escape en casa
Los juegos de mesa de tipo escape room son relativamente recientes y tratan de llevarnos a casa la emoción, intriga y enigmas de las salas de escape room en vivo. Suelen ser cooperativos y suelen darnos un tiempo (que suele rondar entre los 60 y 90 minutos) para conseguir "escapar" de donde supuestamente estamos encerrados o resolver el misterio que se nos plantea. Hay multitud de juegos con esta temática como los que nos trae Diset, la serie Exit, las series 'Q', etc.
Todos suelen tener en común que son relativamente económicos, pero una vez que has jugado uno, no tiene ninguna rejugabilidad debido a que ya sabes los entresijos del mismo.
Estos juegos potencian el trabajo en equipo, el pensamiento lateral y la comunicación entre otras cosas.

## Encuentros y eventos
Existen multitud de encuentros y jornadas de juegos de mesa. La mayoría de ellos están englobados junto a otras actividades lúdicas, como Juegos de Rol, Magic, Warhammer y otro tipo de actividades del entorno lúdico.

### Argentina
En Argentina fueron variando la diversidad de eventos en los últimos años, en especial tras la pandemia. En 2021 el único evento nacional que se había realizado era el Encuentro Nacional de Juegos de Mesa. Sin embargo, para 2023 ya se han vuelto a presentar el Cultura en Juego y el Rosario Juega Rol. Además de encuentros provinciales y regionales.
- Encuentro Nacional de Juegos de Mesa: es el evento anual más importante de la comunidad lúdica argentina. Se celebra desde 2012 y lleva 12 ediciones ininterrumpidas.

Este evento nace de la mano de La Cantera ONG el 24 de noviembre de 2011, quienes buscaban acercar a diseñadorxs, editoriales y público especializado junto a un público general que crecía lento pero firme a través de Noches de Juegos que se estaban desarrollando en varias ciudades del país. 

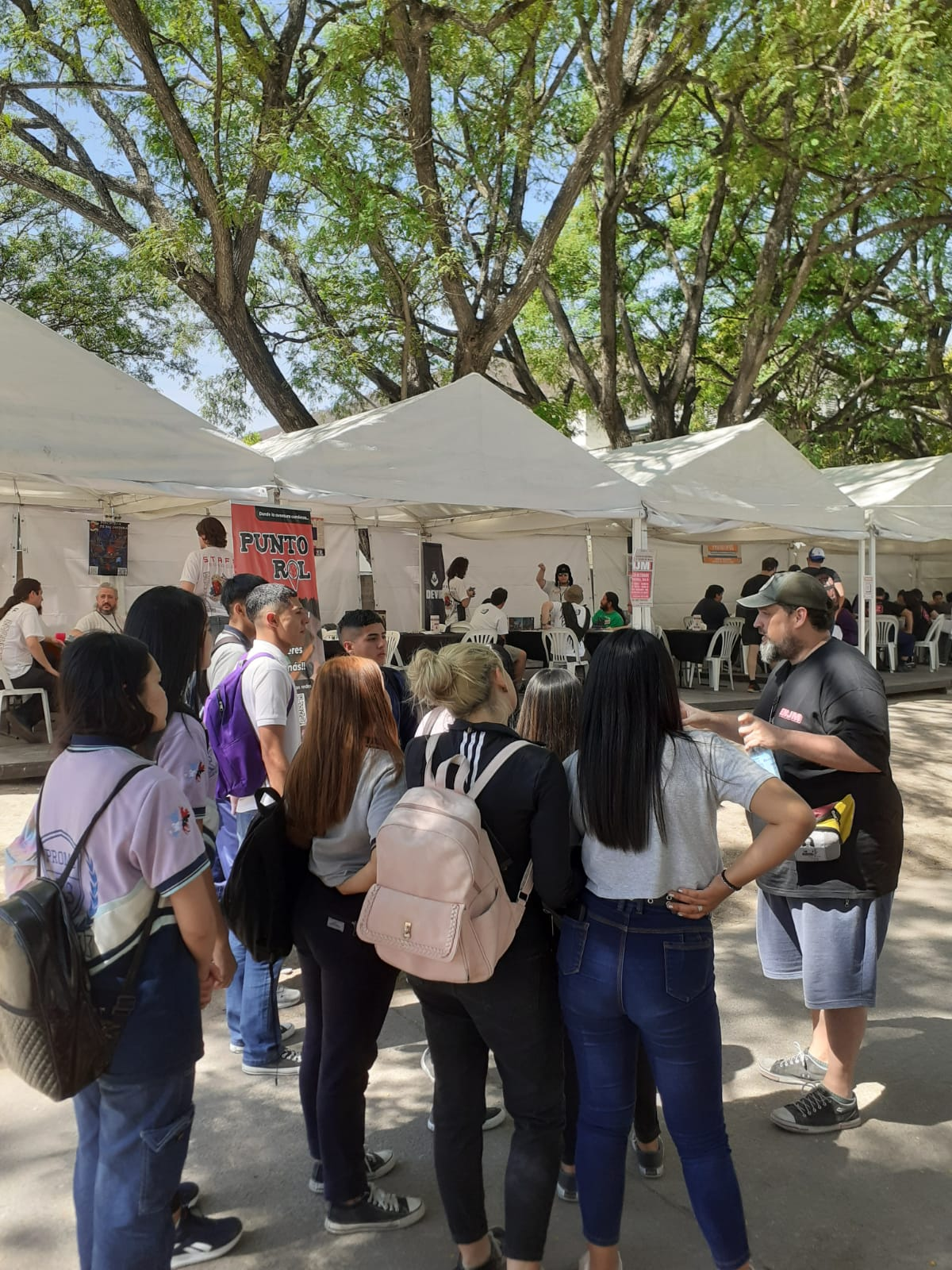

Se le suele llamar ENJM por sus siglas y, para cada edición se le agrega el número delante. 
Las primeras ediciones se realizaron en la ciudad de Buenos Aires y, a demanda de clubes y editoriales de otras ciudades se propuso que pasara a ser un evento itinerante. Además, cada año se van sumando más personas y colectivos al equipo de organización, buscando federalidad en las ideas y el armado.
El 5ENJM se realizó en la ciudad de Córdoba, la 6ta edición en Mendoza, la 7ma en Bahía Blanca, la 8va en Villa María (Córdoba). La 9na se realizó 100% virtual debido a la pandemia del Corona Virus. Luego de esto, se volvió a la presencialidad. La 10ma edición se realizó en la Adrogué (Alte Brown, PBA), la 11va en Rosario. En 2023 en la ciudad de Salta se realizó el 12ENJM organizado por Club El Rincón de Hermes (Salta), Club Marte Juegos (Mar del Plata), Partida de Locos, Casa Homo Ludens (Bahía Blanca), Biblioteca de Rol (Córdoba) y La Cantera ONG.
Cada año, durante el evento, se presentan las ciudades interesadas en ser sede al año siguiente y, en asamblea, se votan las candidatas que luego trabajan con el equipo organizador para definir finalmente cuál será la elegida.

### España
De los encuentros celebrados en España, algunos de los más importantes son:
- Jornadas Solidarias Ludo Ergo Sum: evento anual que se celebra desde 2008 en la Comunidad de Madrid durante la segunda quincena de septiembre. Recauda fondos para la ONG Por un pasito más, que realiza proyectos educativos y de desarrollo en El Salvador. La última edición será organizada por la asociación Ludo Ergo Sum.

- Encuentro Nacional de Juegos de Mesa: se celebra anualmente desde 2005 en alguna ciudad de España, no posee fecha fija, pero por costumbre suele celebrarse entre mediados y finales de diciembre.

- Convivencias Lúdicas Nacionales: también celebradas en España. En la Edición 2007, realizada en Alcalá de Henares, se le dio un gran impulso a los juegos de mesa.

- Jornadas Tierra de Nadie: su principal aliciente es la comodidad, ya que ofertan alojamiento de alta calidad. Se celebran en Málaga.

- Ayudar Jugando: jornadas celebradas en Barcelona. Tienen como objetivo recaudar donativos para ofrecer un juguete a los niños más desfavorecidos.[6]

- FrikiGordo: todas las Navidades se celebran en el campus de la Universidad de Alcalá de Henares.

- Ludomanía: celebradas en Torrejón de Ardoz.

- Festival Internacional de Juegos de Córdoba

- Jornadas Minas Tirith: celebradas anualmente en Santander, Cantabria, tradicionalmente en las dos primeras semanas de diciembre. Organizadas por las asociaciones juveniles Ciudad Blanca y Túnicas Arcanas.

- Jornadas Ex-Mundis: se celebran anualmente en Almería (desde el 2000), principalmente enfocadas a los juegos de rol, rol en vivo, estrategia y simulación y, a partir de la segunda/tercera edición, también a los videojuegos y los juegos de mesa.

- Jornadas de juegos de mesa Queremos Jugar: celebradas anualmente en Sevilla. centradas principalmente en los juegos de mesa, acogiendo tanto al público familiar como al especializado.[7]
- Jesta: Jornadas celebradas en Valencia (Cuart de Poblet).[8] Está organizada por la asociación Jocs Quart y se viene realizando anualmente desde 2004 entre finales de octubre y principios de noviembre. Es célebre por haber promocionado los juegos de mesa a través de un sistema llamado Pasaportes y de fomentar los prototipos de Juegos de Mesa. En 2017 recibió el premio Eduardo Nevado de la asociación Ludo: Asociación Española de Autores, Ilustradores, Diseñadores Gráficos y Traductores de Juegos de Mesa.
- DAU: Festival de juegos celebrado anualmente desde 2012 en Barcelona, en noviembre o diciembre. Organizado por el Ayuntamiento de Barcelona.[9]